# ソフィスティ・ポップ
ソフィスティ・ポップ（英: Sophisti-pop）は、ポップ・ミュージックのサブジャンルであり、ソフト・ロック、アコースティック、ジャズ、ブルー・アイド・ソウルなどの要素を取り入れた上品さを兼ね備えるポップスを指す。キーボードやシンセサイザー、ピアノなどの鍵盤楽器を取り入れる場合が多く、またホーンセクションによる洗練されたアレンジも見受けられる。1980年代にスパンダー・バレエやスタイル・カウンシル、プリファブ・スプラウト、アズテック・カメラ、エヴリシング・バット・ザ・ガール、スウィング・アウト・シスター、バーシアらがブレイクを果たしたイギリスで流行した。
『スタイラス・マガジン』はソフィスティ・ポップに分類されるそれらのアーティストはロキシー・ミュージックやブライアン・フェリー（ロキシー・ミュージックのボーカリスト）のソロ作に影響を受けていると解説している。